# Thomas Franz (General)
 Thomas Franz (* 14. Juli 1953 in Plochingen) ist ein deutscher Generalmajor a. D. der Luftwaffe. Er war zuletzt Kommandeur der Communications and Information Systems (CIS) Group der NATO und Stellvertretender Stabschef (DCOS) der CIS and Cyber Defence bei dem Obersten Hauptquartier der Alliierten Streitkräfte in Europa (SHAPE) in Mons (Belgien).

## Militärische Laufbahn

### Ausbildung und erste Verwendungen
Thomas Franz trat 1974 in die Bundeswehr ein. Nach Grundausbildung und Offizierslehrgang an der Offizierschule der Luftwaffe in Fürstenfeldbruck absolvierte er von 1976 bis 1979 ein Studium der Wirtschafts- und Organisationswissenschaften an der Helmut-Schmidt-Universität der Bundeswehr in Hamburg (Abschluss Diplom-Kaufmann). Nach der anschließenden Ausbildung zum Fernmeldeoffizier folgten Verwendungen als Zugführer und Kompaniechef. 1986 wurde Franz zum Programmieroffizier ausgebildet und übernahm die Teamleitung in einem multinationalen Programmierzentrum. Von 1988 bis 1990 nahm Franz am Generalstabsdienstlehrgang an der Führungsakademie der Bundeswehr in Hamburg teil.

### Dienst als Stabsoffizier
Nach Verwendungen als Planungsstabsoffizier an der Führungsakademie der Bundeswehr und im Bereich A6 der 5. Luftwaffendivision wurde Franz 1993 in das Bundesministerium der Verteidigung (BMVg) in Bonn versetzt. Bis 1996 war er als Referent im Führungsstab der Streitkräfte (Fü S VI 3 – Konzeption der Bundeswehr) tätig, anschließend bis 1998 als Adjutant beim Stellvertretenden Generalinspekteur der Bundeswehr. Daran schloss sich eine Verwendung als stellvertretender Kommandeur und Lehrgruppenkommandeur Ausbildung an der Technischen Schule der Luftwaffe 3 in Faßberg an. Von 2000 bis 2002 war er Kommandeur des NATO Programming Centre in Glons (Gemeinde Bassenge) in Belgien. Von 2002 bis 2004 war er im Aufbaustab des Bundesamtes für Informationsmanagement und Informationstechnik der Bundeswehr für den Aufbau der Konzeptionsabteilung verantwortlich. In der nächsten Funktion war er von 2004 bis 2006 als Referatsleiter im Fü S (BMVg) für die Bundeswehrplanung verantwortlich. Von 2006 bis 2008 war er stellvertretender Stabsabteilungsleiter Planung im Führungsstab der Streitkräfte.

### Dienst als General
Von 2008 bis 2012 war Franz Abteilungsleiter Führungsunterstützung/ G6 im Streitkräfteunterstützungskommando, Köln (Dienstort: Rheinbach). Anschließend übernahm er den Posten Commander NATO CIS Group and DCOS CIS and Cyber Defence in Mons (Belgien). Zum 31. Juli 2015 wurde Franz in den Ruhestand versetzt.